# Gebiet um den Otzberg
Das Gebiet um den Otzberg ist ein flächenhaftes Naturdenkmal in der Gemeinde Otzberg, Gemarkung Hering, im Landkreis Darmstadt-Dieburg, Südhessen. Es wurde mit Verordnung vom 27. Mai 1959 wegen seiner geologischen Besonderheiten und als Schutz vor Bebauung ausgewiesen.

## Lage
Das Naturdenkmal „Gebiet um den Otzberg“ liegt im Naturraum Reinheimer Hügelland im Teilgebiet 231.2 Otzberger Randhügelland. Geschützt sind der obere Bergkegel des Otzbergs mit der Burganlage Veste Otzberg sowie das umgebende Gelände. Große Teile des Naturdenkmals liegen in einem ausgedehnten Trinkwasserschutzgebiet, das den Hang des Berges im Norden, Westen und Süden umfasst.

## Beschreibung, Flora und Fauna
Der Otzberg ist ein 367 m hoher, exponierter Vulkankegel aus Nephelin-Basalt, der seine Umgebung um 130 bis 200 Meter überragt. (Über dessen Entstehung siehe auch Geologie des Otzberges). Im Westen ist der Basalt unregelmäßig, während er im Osten in regelmäßigen Säulen vorliegt und tuffartiges Gestein überdeckt. Es existieren Einschlüsse von eingeschmolzenen und gefritteten Sandsteinblöcken. Am südwestlichen Hang befindet sich ein ehemaliger kleiner Steinbruch. Der Boden im Hangschutt ist eine flachgründige und basenreiche Braunerde.
Auf historischen Karten und Abbildungen sind die Hänge des Otzbergs noch unbewaldet und nur mit einzelnen Büschen und Bäumen bewachsen. Vermutlich wurde das Gebiet bis zum 19. Jahrhundert als Schafweide genutzt. Heute bedecken Gehölze die Abhänge. Um die Burg herum wachsen Stieleiche, Gemeine Esche, Gewöhnliche Robinie und Gemeiner Flieder, am Süd- und Westhang überwiegen Kiefern. In der Krautschicht gedeiht das Wald-Bingelkraut. Kleinflächig kommen Gebüschsäume und Magerrasen vor.
Als Arten der Roten Liste der Brutvögel brüten im Gebiet Neuntöter und Turteltaube, unregelmäßig auch der Wendehals. Außerdem leben hier unter anderem die Nachtigall und verschiedene Grasmückenarten. In den 1990er Jahren konnten am Otzberg 302 Schmetterlingsarten nachgewiesen werden, davon 23 Arten der Roten Liste, wie Schwalbenschwanz, Pflaumen-Zipfelfalter, Großer Schillerfalter, Großer Fuchs und Kaisermantel. In den offeneren Bereichen kommen wärmeliebende Heuschreckenarten vor, unter anderem Brauner Grashüpfer, Verkannter Grashüpfer und Gemeine Sichelschrecke.

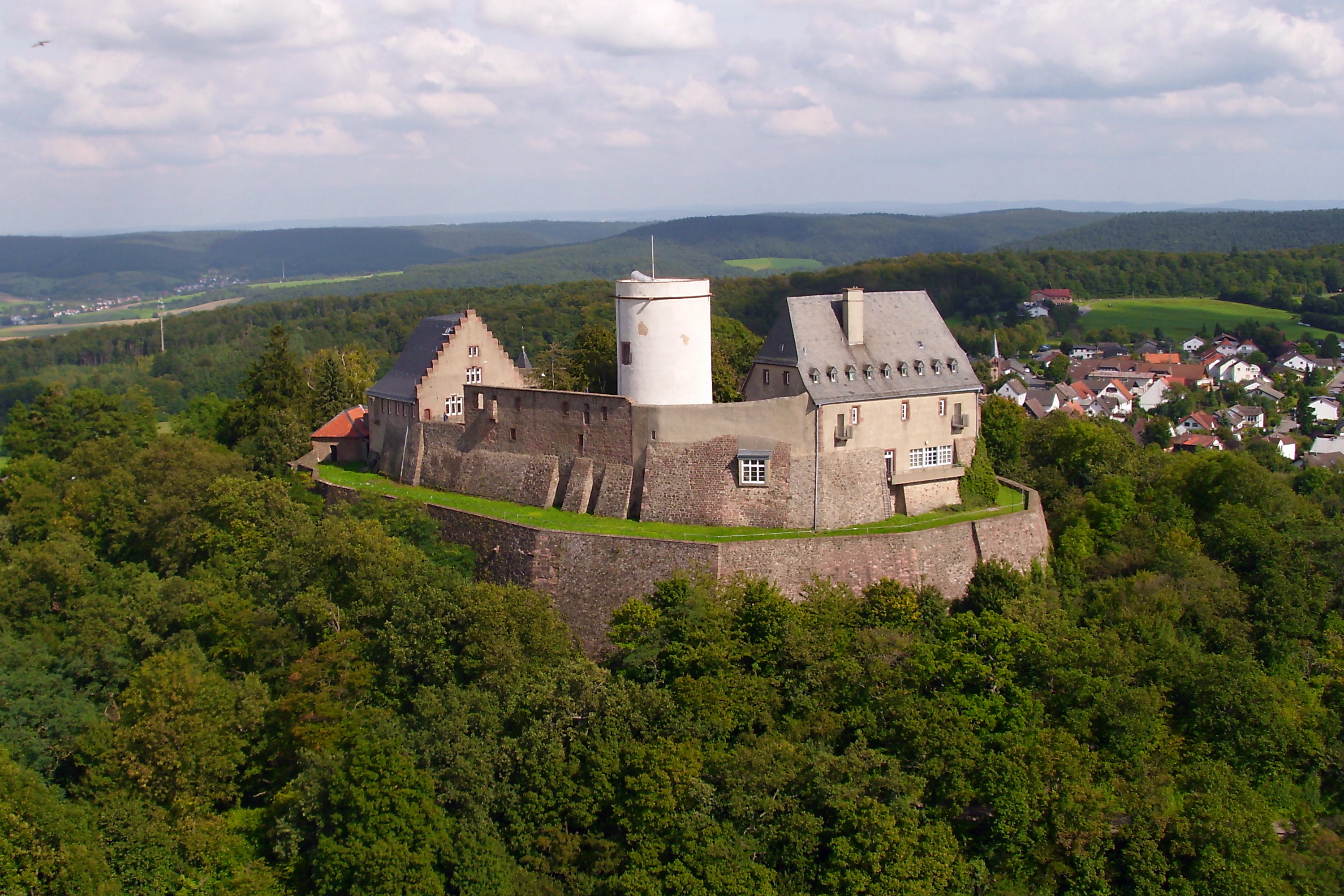
Gebiet um den Otzberg von Südwesten (2010)
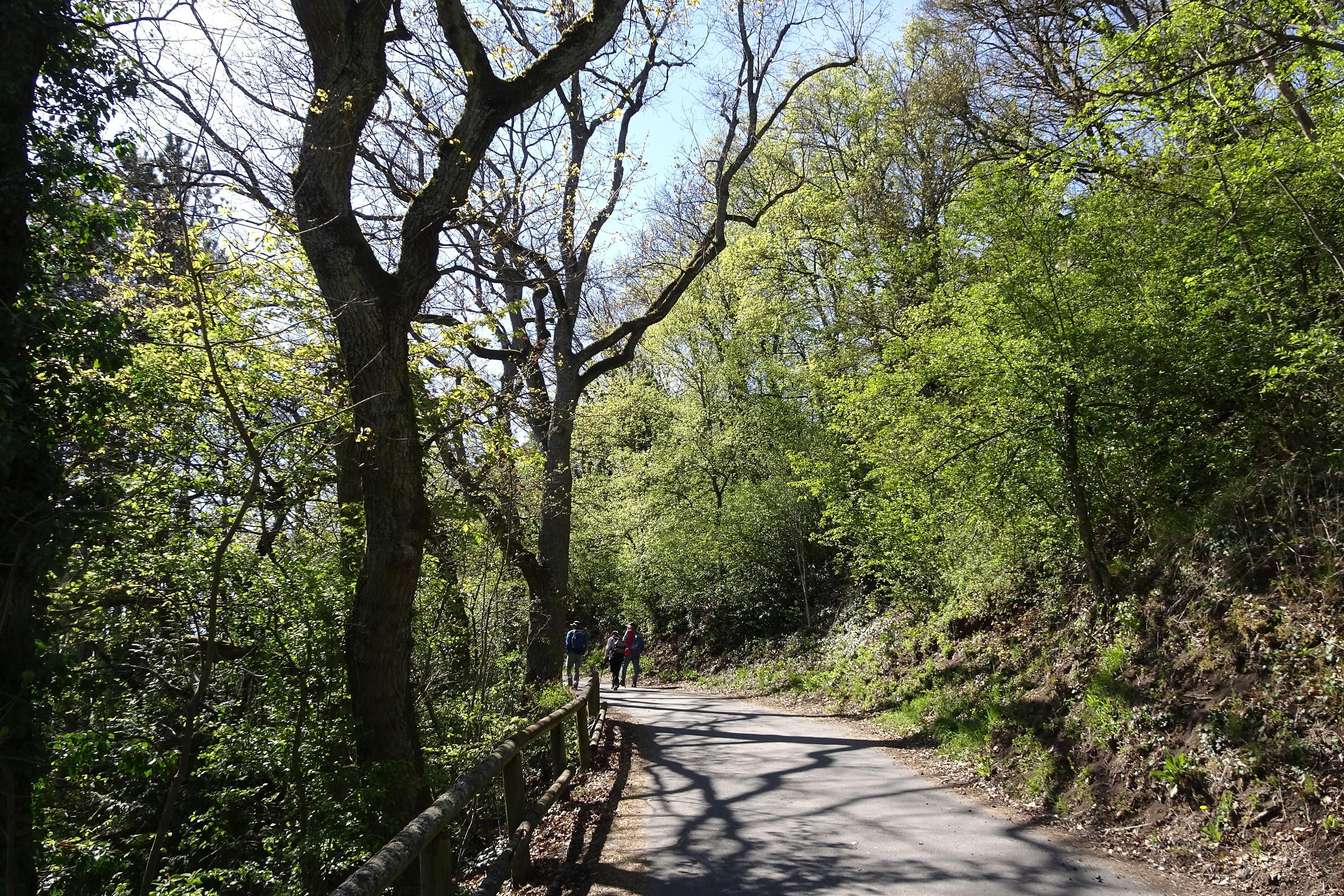
Auffahrt zur Veste (2021)
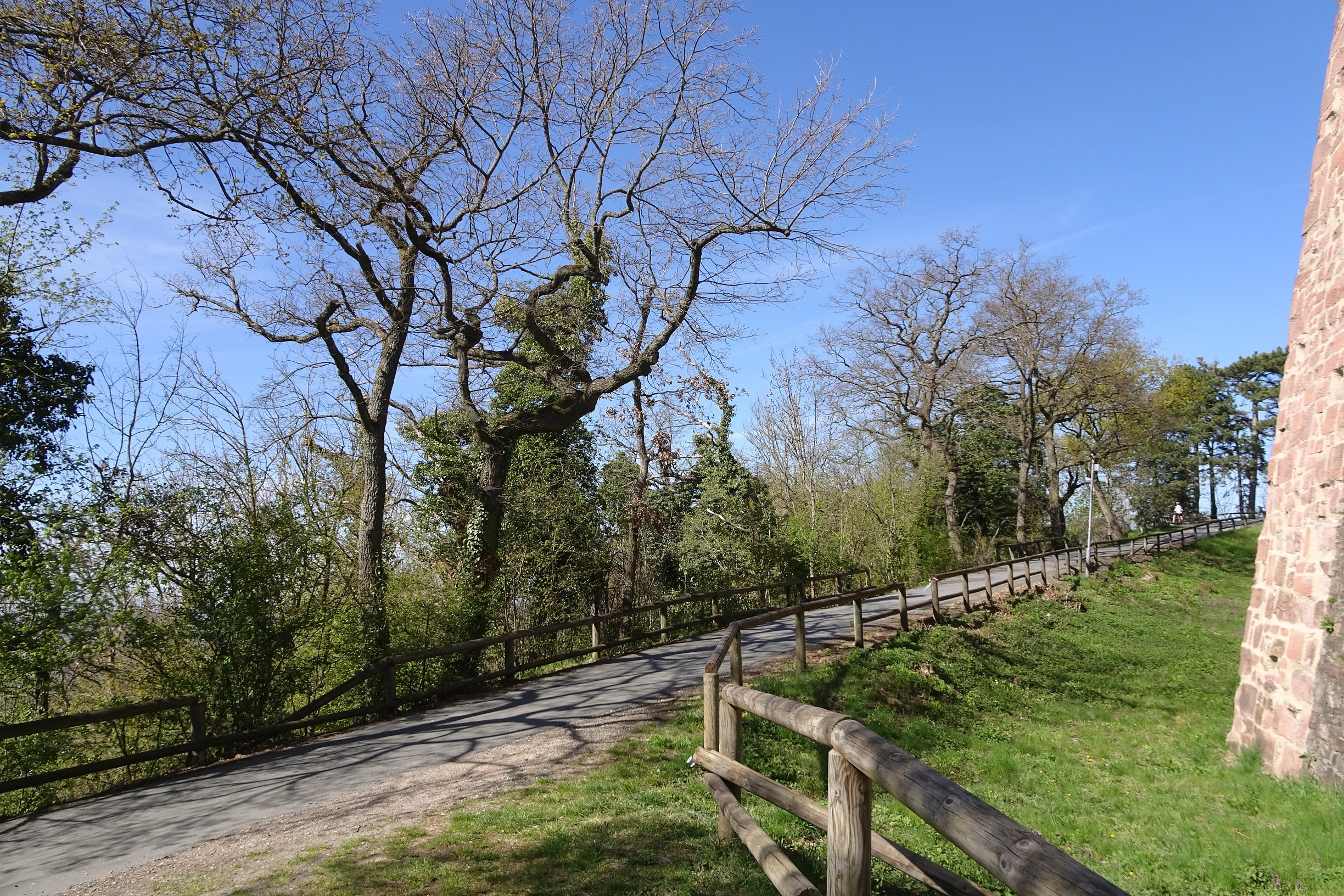
Westlich der Burgmauer (2021)
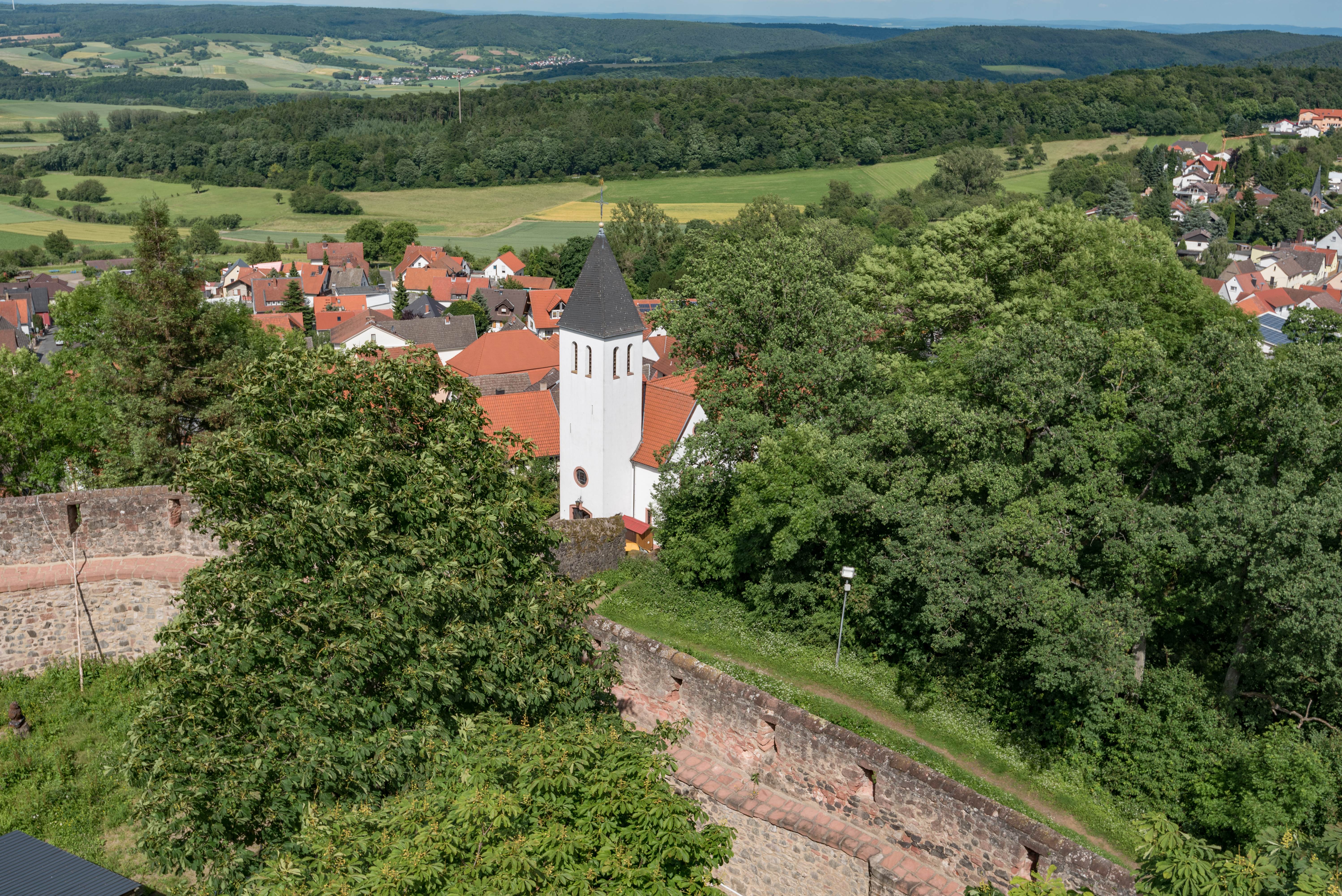
Gehölze im Burghof und jenseits der Burgmauer (2017)
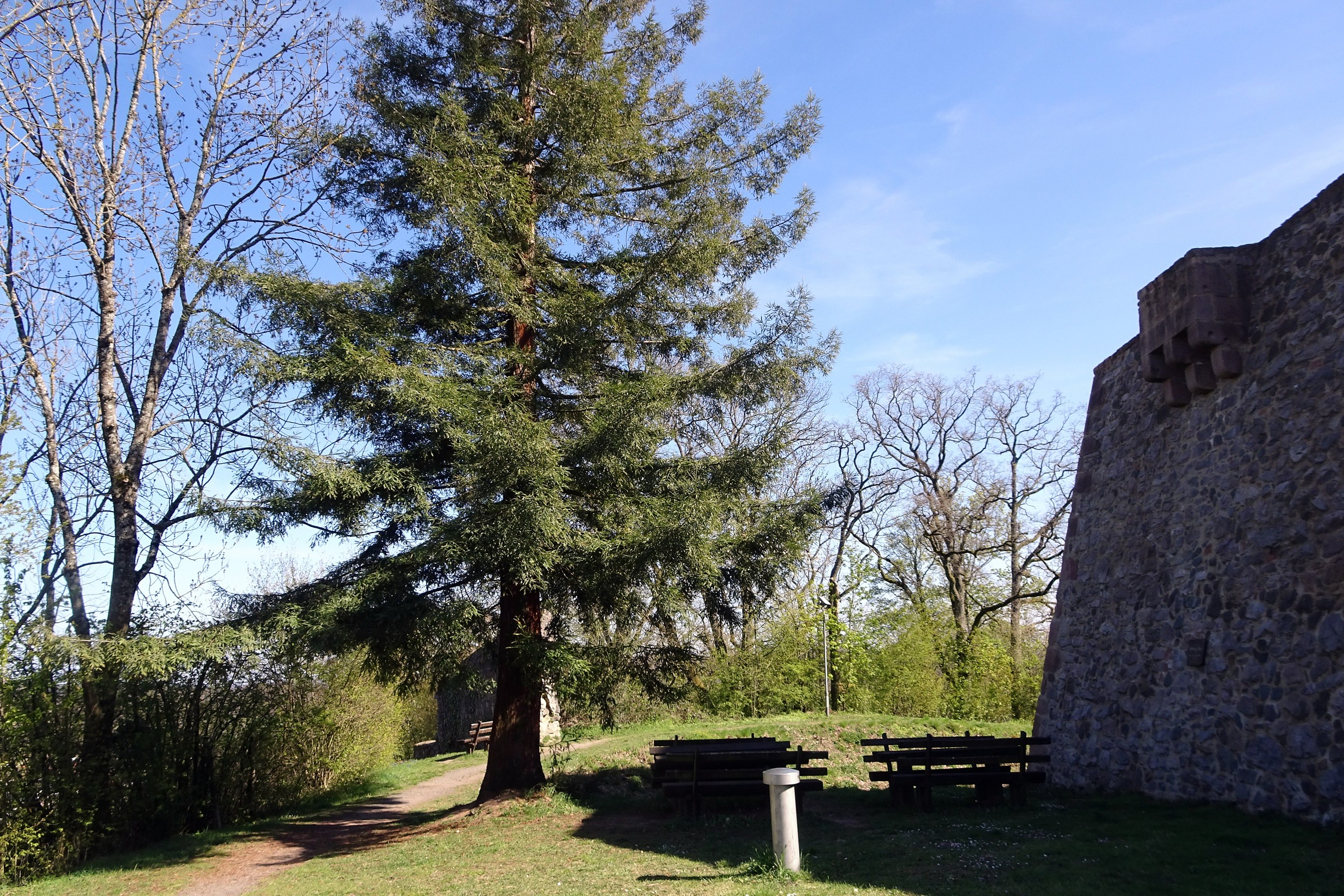
Küstenmammutbaum am Tor zur Veste (2021)
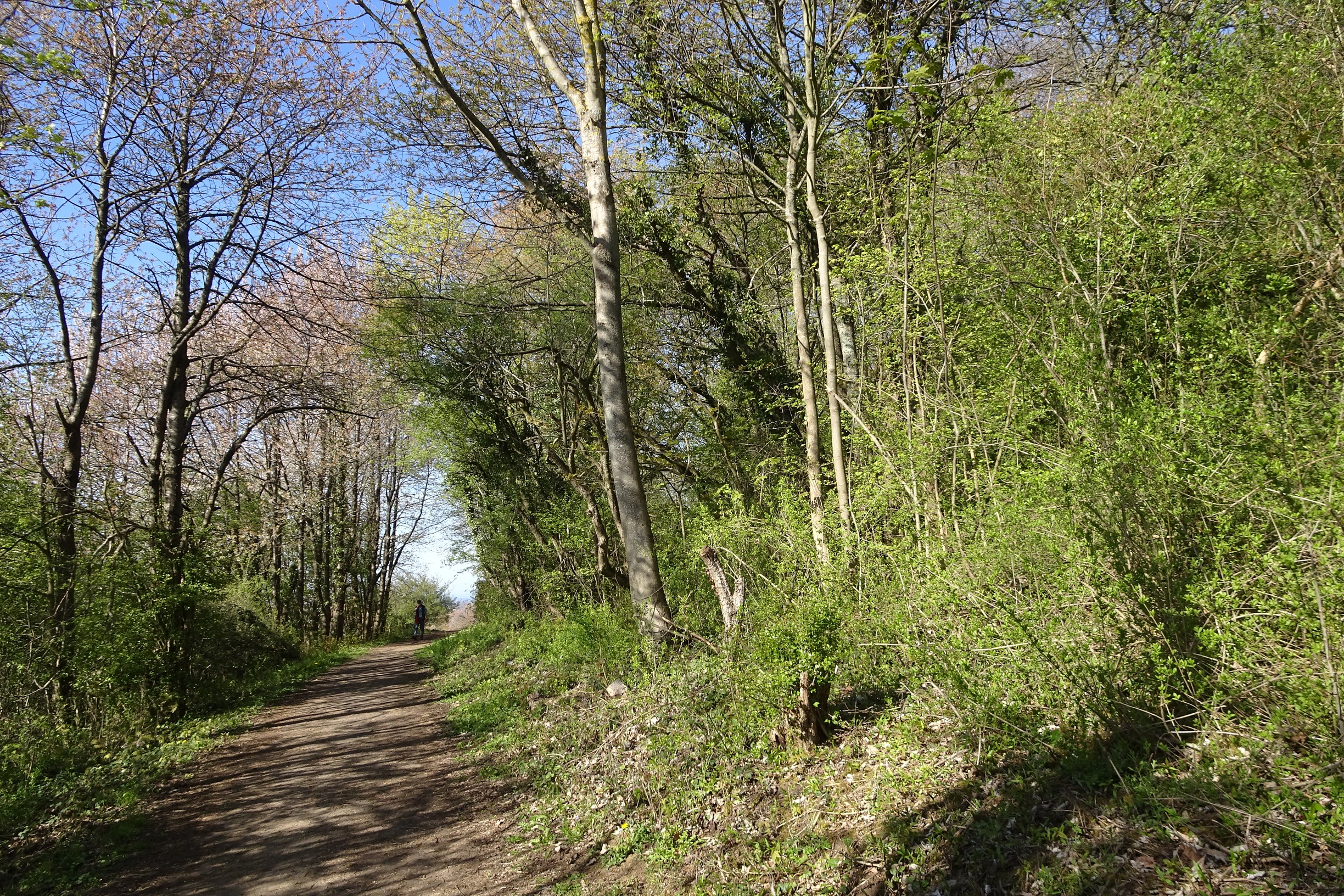
Gehölze im Südwesten des Naturdenkmals (2021)